# Jason Dunford
Pour les articles homonymes, voir Dunford.
Jason Edward Dunford, né le 28 novembre 1986 à Nairobi, est un nageur kényan. Il est le frère du nageur David Dunford. 

## Carrière
Jason Dunford est médaillé d'or du 100 mètres papillon et du 50 mètres dos, médaillé d'argent du 100 mètres nage libre et du 200 mètres nage libre et médaillé de bronze du 50 mètres nage libre aux Championnats d'Afrique de natation 2006 à Dakar. Aux Jeux africains de 2007 à Alger, il remporte trois médailles d'or, sur 50, 100 et 200 mètres papillon, deux médailles d'argent, sur 50 mètres nage libre et sur 100 mètres dos, et trois médailles de bronze sur 100 et 200 mètres nage libre ainsi que sur 50 mètres dos.
Il participe aux Jeux olympiques d'été de 2008 à Pékin, où il est éliminé en séries du 100 mètres nage libre et termine cinquième de la finale du 100 mètres papillon. Il dispute ensuite les Championnats d'Afrique de natation 2008 à Johannesbourg, remportant trois médailles d'or (sur 50 mètres dos, 50 mètres papillon et 100 mètres papillon) et deux médailles d'argent (sur 100 et 200 mètres nage libre).
En 2009, Jason Dunford nage lors de l'Universiade à Belgrade, obtenant la médaille d'or du 100 mètres papillon, la médaille d'argent du 50 mètres papillon et la médaille de bronze du 100 mètres nage libre.
Aux Championnats d'Afrique de natation 2010 à Casablanca, Jason Dunford est médaillé d'or sur 50 et 100 mètres papillon et médaillé d'argent sur 50 et 100 mètres nage libre. La même année, il obtient la médaille d'or sur 50 mètres papillon aux Jeux du Commonwealth de 2010 à Delhi.
Aux Jeux africains de 2011 à Maputo, il est médaillé d'or du 50 et 100 mètres papillon, médaillé d'argent du 100 mètres nage libre, du 50 mètres dos et du 200 mètres papillon, et médaillé de bronze du 50 mètres nage libre ainsi que des relais 4 × 100 mètres nage libre, 4 × 200 mètres nage libre et 4 × 100 mètres quatre nages.
Il participe ensuite aux Jeux olympiques d'été de 2012 à Londres, où il est éliminé en demi-finales du 100 mètres papillon ; il est également le porte-drapeau de la délégation kényane lors de la cérémonie d'ouverture.
Aux Championnats d'Afrique de natation 2012 à Nairobi, Jason Dunford est médaillé d'or sur 50 mètres nage libre, 50 et 100 mètres papillon, médaillé d'argent sur 100 mètres nage libre et 50 mètres dos et médaillé de bronze sur 200 mètres nage libre.